# Бой под Лютутовым
Бой под Лютутовым — сражение между польскими повстанцами и русской армией в ходе восстания 1863—64 годов, на территории Царства Польского. Закончилось поражением повстанцев.

## Предыстория
В начале июня 1863 года в лесах близ селения Лютутов собралась группа повстанцев численностью по разным данным от 250 до 500 человек под командованием полковника Антония Коротынского. Для разгрома мятежников, 2 (14) июня из города Велюнь был выдвинут Белозерский пехотный полк под командованием полковника В. Померанцева, а из города Калиш им навстречу выдвинут сводный отряд регулярных войск под командованием полковника Тарасенкова (3 пехотные роты, эскадрон казаков, 4 орудия), русские имели задачу зажать повстанцев с двух сторон.  
Утром 3 (15) июня отряд полковника Померанцева численность по русским данным около 200 человек, в том числе одна стрелковая рота, 55 казаков и 30 пограничников, а по польским четыре стрелковые роты, 50 казаков и 30 объездчиков, после 40-километрового перехода вышел на лагерь повстанцев расположенный в лесу несколькими километрами севернее города Лютутов.

## Бой
Полковник Коротынский находящийся во главе повстанцев, увидев около 10 часов утра русские войска, приказал поднять тревогу по лагерю, что и было выполнено. Оценив количество русских, командир повстанцев принял решение отступать на юг к Лютутову, тем не менее, через полтора километра мятежники обнаружили, что со стороны города также путь перекрыт регулярными войсками из отряда полковника Тарасенкова. Поняв, что они находятся в фактическом окружении, Коротыньский поделил свой отряд на 2 группы. В первую были включены все повстанцы, имевшие огнестрельное оружие, таких набралось около 130 человек, командовать над ними было приказано повстанцу по прозвищу «Татарин» (настоящее имя неизвестно). Коротынский поставил этой группе задачу отвлечь на себя русские подразделения, дабы он с оставшимися 120 мятежниками, имевшими на вооружении лишь косы и топоры, сумел выйти из окружения.
Тем не менее, русским удалось разгадать план Коротынского, и Померанцев решил первостепенно атаковать группу, не имевшую огнестрельного оружия, что и было выполнено, ожесточенный бой продолжался с 11:00 до 14:00 и закончился полным разгромом мятежников, остатки которых, увидев тщетность попыток оторваться от преследования, сложили оружие. Лишь небольшой группке повстанцев удалось вырваться из окружения, унеся с собой на носилках тяжело раненного Коротынского.

## Последствия
В бою по польским данным было убито 64 мятежника, ещё 11, включая командира отряда Антония Коротынского, умерли от ран на следующий день. Ранеными оказались 46 повстанцев, и ещё 3 попали в плен. О русских потерях, понесенных в тот день, в польских источниках упоминаний нет. По русским данным в бою было уничтожено около 200 мятежников, ранено не менее 50 и ещё 8 взяты в плен, а потери регулярных войск составили всего 2 убитых низших чина.
Дальнейшая судьба группы повстанцев под командованием «Татарина» неизвестна, вероятнее всего, в те же дни она была разгромлена, либо самораспустилась, так как в источниках нет никаких данных о ее дальнейшей самостоятельной деятельности.